# Estadio Nicolae Rainea
El Estadio Nicolae Rainea también llamado Estadio Dunărea (estadio del Danubio) es un estadio de fútbol ubicado en la ciudad de Galați, Rumania. El estadio inaugurado en 1920, posee una capacidad para 23 000 espectadores, en el disputa sus partidos como local el FCM Dunărea Galaţi club de la Liga Profesional Rumana.
Desde 2011 el estadio lleva el nombre de Nicolae Rainea un exfutbolista y destacado árbitro rumano.

## Historia
En 2004, el estadio Dunărea fue renovado debido a que el equipo Otelul Galaţi jugaba sus partidos de local aquí, y para ser aprobado necesitaba al menos 7.000 asientos. En su inauguración, el aforo total era de unas 35.000 butacas, pero con la instalación de las butacas, el aforo total se redujo a 23.000 butacas.
El 7 de septiembre de 1988 el estadio albergó el partido de ida por los treintaidosavos de final de la Copa de la UEFA 1988-89 entre Otelul Galaţi y Juventus de Turín, que terminó con la victoria del Otelul Galaţi por 1-0, partido al que asistieron unas 40.000 personas.